# Nematopodius flavoguttatus
Nematopodius flavoguttatus är en stekelart som beskrevs av Tohru Uchida 1930. Nematopodius flavoguttatus ingår i släktet Nematopodius och familjen brokparasitsteklar. Inga underarter finns listade i Catalogue of Life.